# Європейський бульвар (Дніпро)
Європейський бульвар — пішохідна вулиця у центрі Дніпра, що тягнеться від площі Героїв Майдану до вулиці Королеви Єлизавети Другої. Дніпряни часто помилковою називають бульвар Європейською площею, нерідко ця форма використовується і місцевими ЗМІ . Загальна довжина бульвару 155 метрів, що робить його однією з найкоротших вулиць міста.

## Історія

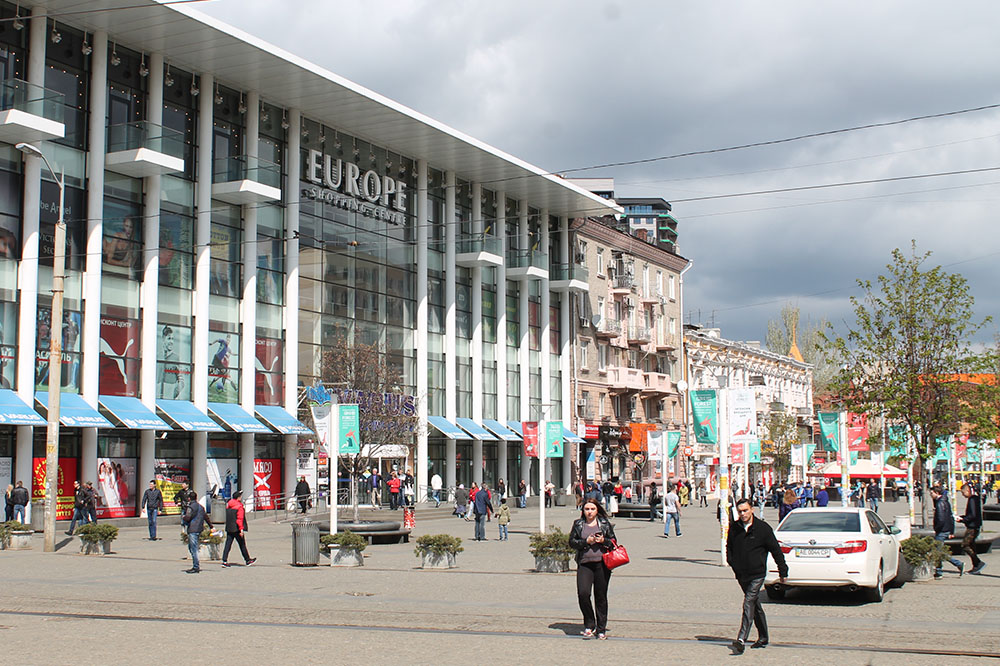
Торговий центр «Europe», вид зі сторони площі Героїв Майдану

Розташований на території козацької слободи Половиця, Європейський бульвар був забудований ще у XVIII сторіччі, до заснування Катеринослава. Перша відома назва вулиці — Залізна. За часів Імперії вона починалася від Катерининського проспекту і прямувала до Дніпра.  
На розі Центральної та Залізної вулиці (тепер Європейського бульвару) караїмська громада звела синагогу, що була знесена вже радянською владою.
У середині 1960-х вулицю перейменовано на честь загиблого управлінця КДБ Миколи Міронова. 
У 1990-ті квартал вулиці Миронова (між Центральною та Глінки) займав «Катеринославський» ринок. Міська влада неодноразово намагалася закрити його, утім успіху досягла лише восени 2003. Після капітальної реконструкції у 2005 році частина вулиці Міронова, звільнена від ринку, була виокремлена у пішохідний Європейський бульвар. Тоді ж було відкрито, зведений за проєктом Олександра Дольника, торговий центр «Europe». 
У 2013-2014, під час Революції Гідності, на Європейському бульварі збиралися на мітинги дніпряни-прихильники Євромайдану.